# 엔리코 단테

추기경 문장

엔리코 단테(이탈리아어: Enrico Dante, 1884년 7월 5일 - 1967년 4월 24일)는 이탈리아 가톨릭교회의 추기경이다. 그는 1947년부터 선종할 때까지 교황 전례원장을 지냈으며, 1965년 추기경에 서임되었다.
그는 거의 20년 동안 미사와 기타 전례 예식에서 역대 교황들을 보좌했기 때문에 대중들에게 익숙한 인물이었다.

## 약력
엔리코 단테는 로마에서 주세페 가리발디의 열광적 지지자인 아킬레 단테와 젠나이데 인제니의 아들로 태어났다. 그에게는 두 명의 누이와 브라질로 선교사로 간 형제 한 명이 있었다. 파리에서 공부한 후 단테는 로마의 카프라니카 대학교에서 공부하였다. 또한 그는 교황청립 그레고리오 대학교에 들어가 철학과 신학, 교회법, 시민법 박사학위를 받았으며, 교황청 공소원에서 교회법 변호사(avvocato rotale) 면허증을 취득하였다.
1910년 7월 3일 사제 서품을 받은 단테는 1911년부터 1928년까지 교황청립 우르바노 대학교에서 철학을 가르쳤으며, 이후 1947년까지는 신학을 가르쳤다. 1913년부터 교황청 내사원에서 근무한 그는 1914년 3월 25일 교황 전례위원단의 구성원이 되었다. 1923년 그는 교황 전례위원과 더불어 교황청 예부성성에 들어갔다가 1930년 9월 28일 교체되었다. 1943년 그는 몬시뇰 호칭을 받음과 동시에 예부성성 차관으로 등용되었다.
1947년 6월 13일 교황 전례원장에 임명된 단체는 교황과 추기경들이 집전하는 미사와 각종 전례를 보좌하고 감독하는 역할을 담당하게 되었다. 교황 전례원장으로서 그는 교황 베네딕토 15세와 교황 비오 12세, 교황 요한 23세, 교황 바오로 6세가 선출된 1914년과 1922년, 1939년, 1958년 그리고 1963년 콘클라베를 감독했다. 1953년 교황 비오 12세의 추기경회의 주재를 보좌한 그는 교황에게 깊은 존경심을 갖게 되었다고 한다.
1959년 1월 25일 그는 제2차 바티칸 공의회를 발표한 특별 추기경회의 관리를 담당했다. 1962년 8월 28일 그는 카르파시아의 명의 대주교로 임명되었다. 단테는 같은 해 9월 21일 라테라노 대성전에서 교황 요한 23세에 의해 주교로 서품되었다. 이후 그는 제2차 바티칸 공의회에 참석했으나 일련의 개혁들에 찬동하지 않았다.
1965년 2월 22일 단테는 교황 바오로 6세에 의해 산타가타 데이 고티 성당의 사제급 추기경에 서임되었다.
단테는 1967년 4월 24일 이른 아침 로마에서 향년 82세를 일기로 선종하였으며, 그의 명의본당인 산타가타 데이 고티 성당에 안장되었다.